# Dınmūhamed Ūlysbaev
Dinmuxamed Ulısbajev (Kazachs: Дінмұхамед Ұлысбаев) (Taraz, 21 juli 1998 – Los Angeles, 17 mei 2023) was een Kazachse wielrenner die sinds 2017 reed voor Astana City.

## Carrière
Als junior werd Ulısbajev in 2015 nationaal kampioen op de weg. Een jaar later werd hij Aziatisch kampioen op de weg, won hij etappes in de Tour du Pays de Vaud en de Ronde van Basilicata en won hij het eind- en puntenklassement van die Italiaanse etappekoers.
In mei 2017 won Ulısbajev, met een voorsprong van 24 seconden op zijn land- en ploeggenoot Grigori Sjtejn, het jongerenklassement van de CCC Tour-Grody Piastowskie. Een maand later won hij de laatste etappe in de Grote Prijs Priessnitz spa, door Kevin Geniets en Victor Lafay een seconde voor te blijven.
Ulısbajev overleed op 17 mei 2023 op 24-jarige leeftijd aan acuut hartfalen.

## Overwinningen
2015
 Kazachs kampioen op de weg, Junioren
2016
 Aziatisch kampioen op de weg, Junioren
2e etappe deel A Tour du Pays de Vaud
1e etappe Ronde van Basilicata
Eind- en puntenklassement Ronde van Basilicata
2017
Jongerenklassement CCC Tour-Grody Piastowskie
3e etappe Grote Prijs Priessnitz spa

## Ploegen
- 2017–2023  Astana City

Axmetov · Gorboesjin · Koelimbetov · Koezmin · Lwşşenko · Natarov · Nikitin · Panassenko · Pronskïy · Satlikov · Şteyn · Tsjsjerbinin · Tsoj · Ulısbajev
Axmetov · Bajembajev · Coy · Kwzmïn · Lwşşenko · Marwxin · Natarov · Nïkïtïn · Pronskïy · Şteyn · Ulısbajev · Zaycev